# Пинсон, Ричард
Ричард Пинсон (англ. Richard Pynson; 1448, Нормандия — 1529) — один из первых английских книгопечатников. Напечатал около 500 изданий, которые оказали влияние на стандартизацию английского языка. Книги Пинсона исполнены с большим мастерством и позволяют выделить его среди других английских книгопечатников того времени. Кроме того, он первым в Англии стал печатать книги антиквой.

## Биография
Пинсон родился в 1448 в Нормандии. Возможно, прежде чем стать книгопечатником, он изготавливал перчатки или кошельки. Также, возможно, во второй половине 1460-х годов он учился в Париже.
В предисловии к изданию «Кентерберийских рассказов» книгопечатник называет английского первопечатника Уильяма Кекстона «уважаемым им мастером» (my worshipful master), что дало повод считать, что Пинсон работал подмастерьем у Кекстона. Однако в последнее время большинством ученых эта теория оспаривается.
Первой датированной книгой Пинсона стало издание «Детских доктриналий» (Doctrinale puerorum) Александра из Вильдьё, вышедшее в 1492 году. Ремеслу Пинсон, возможно, научился у Гийома де Талье, руанского печатника, которому он поручал издание двух книг в начале 1490-х годов.
В 1506 году Пинсон стал королевским книгопечатников у Генриха VII (а впоследствии у Генриха VIII). Эта служба давала не только всеобщее уважение, но и ежегодный доход (сначала в размере 2 фунтов, позже — 4 фунтов). В 1513 году Пинсон получил гражданство.

## Труды

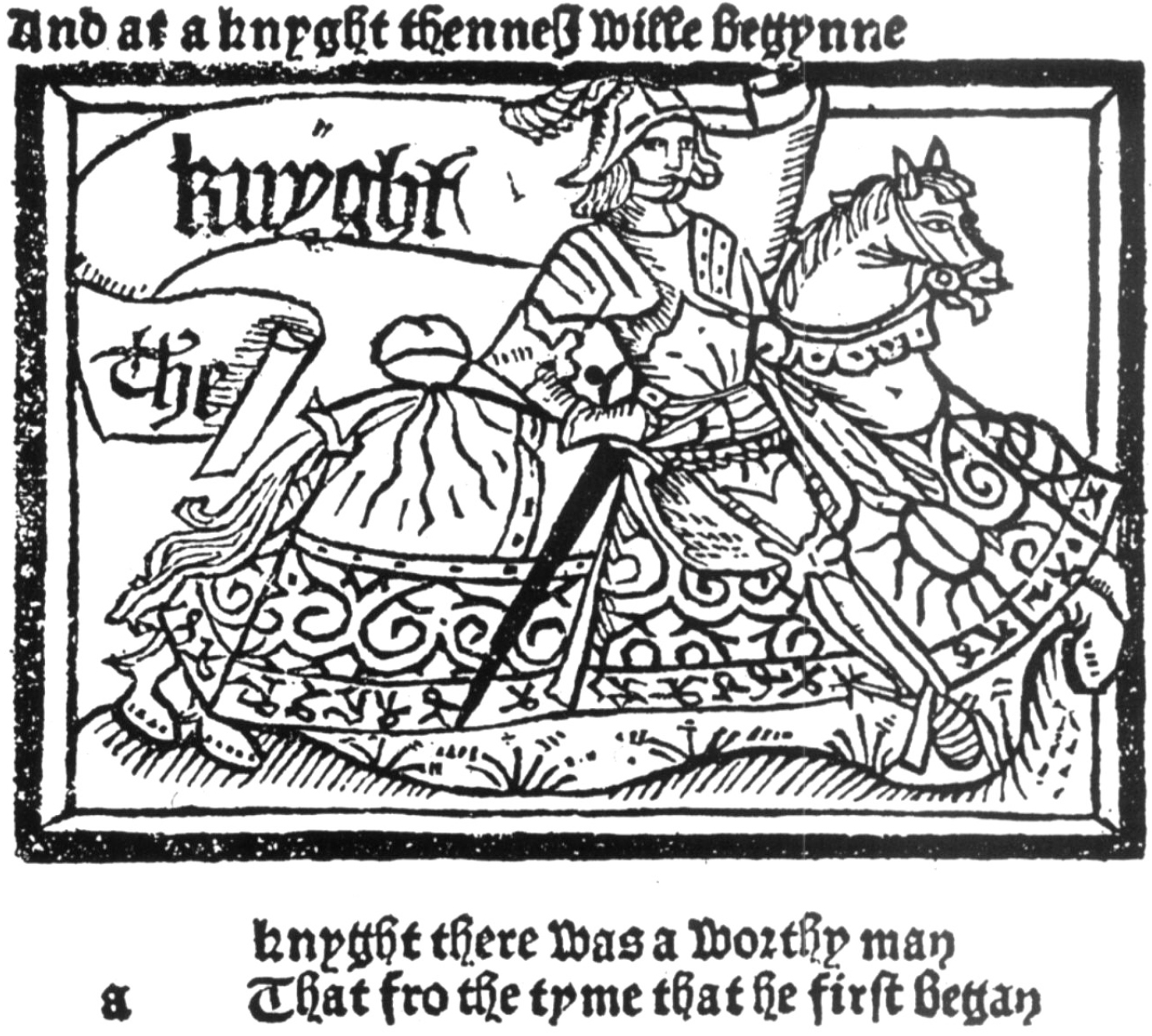
Иллюстрация к «Кентерберийским рассказам», изданным Пинсоном в 1492 году

Пинсон был экспертом по изданию юридических текстов (например, Королевских статутов). Кроме того, он издавал религиозные книги, например Часословы и Миссалы. Также он впервые среди английских печатников опубликовал несколько пьес Теренция, а также знаменитое «Путешествие» сэра Джона Мандевиля.
Среди других изданий Пинсона можно отметить популярный рыцарский роман о сэре Триамуре, а также перевод «Корабля дураков» Себастьяна Бранта. Одним из важнейших изданий Пинсона стал «Защитник веры» Мартина Лютера, вышедший в 1521 году.
Пинсон вел дел осторожно, никогда не издавал рискованные издания, и, в основном, полагался на те книги, которые заслужили всеобщую популярность. Как и другие печатники того времени, он использовал в книгах ксилографии и инициалы — часто лучшего качества, чем у его конкурентов. Инициалы так называемого Мортонского Миссала (1500) считаются прекраснейшими среди английских инициалов того времени. Кроме того, Пинсон располагал большим количеством шрифтов.

## Наследие
Пинсон напечатал около 500 изданий, более 75 % из которых вышли после 1500 года, и потому не могут считаться инкунабулами. Он был не столь продуктивен как, например, Винкин де Ворде (Wynkyn de Worde), другой английский печатник того времени, однако книги Пинсона отличались лучшим качеством. У Пинсона должны были быть помощники, однако до нас дошли имена только двух из них: это Джон Сноу и Ричарт Уитерс.
Пинсон умер в 1529 году в возрасте 80 лет. Вероятно, его сын Ричард должен был принять руководство типографией, но он умер прежде отца. Возможно, типография была продана Роберту Редману, следующему королевскому книгопечатнику.